# Анархізм та інші есе

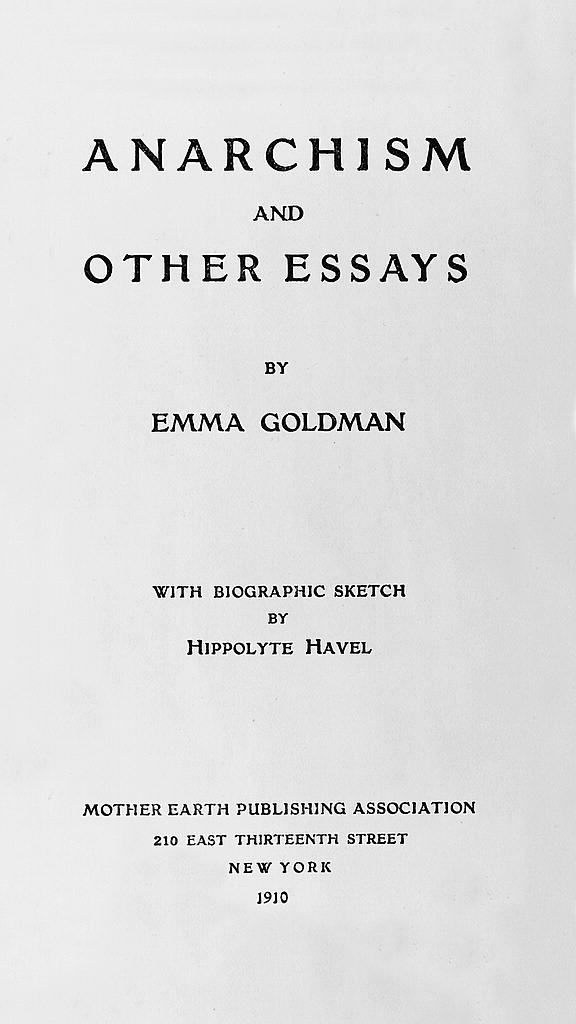
Обкладинка книги. Емма Голдман. Анархізм і інші есе

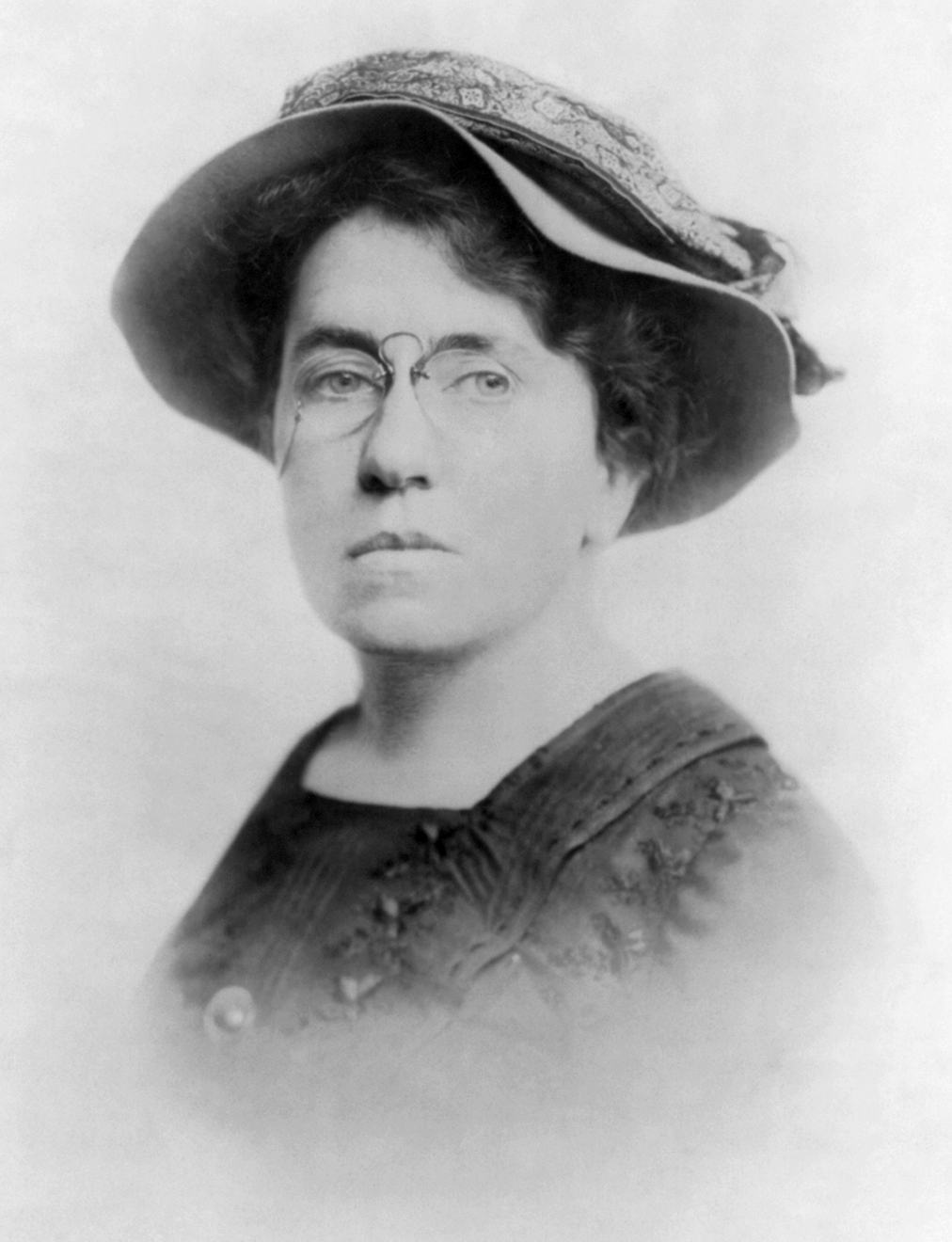
Емма Голдман

Анархізм і інші есе (Anarchism and Other Essays) - книга написана анархісткою Еммою Гольдман, вперше була опублікована 1910 року Mother Earth Publishing Association.

## Зміст
- Анархізм: чим він є насправді (Anarchism: What It Really Stands For)
- Меншина проти більшості (Minorities Versus Majorities)
- Психологія політичного насилля (The Psychology of Political Violence)
- Тюрма: соціальний злочин і провал (Prisons: A Social Crime and Failure)
- Патріотизм: загроза свободі (Patriotism: A Menace to Liberty)
- Франсіско Феррер і сучасна школа (Francisco Ferrer and The Modern School)
- Гіпокриз пуританізму (The Hypocrisy of Puritanism)
- Торгівля жінками (The Traffic in Women)
- Жіноче виборче право (Woman Suffrage)
- Трагедія жіночої емансипації (The Tragedy of Woman's Emancipation)
- Шлюб і кохання (Marriage and Love)
- Драма: потужний поширювач радикальної думки (The Drama: A Powerful Disseminator of Radical Thought)